# クリス・アンカー・セレンセン
クリス・アンカー・セレンセン（Chris Anker Sørensen、1984年9月5日 - 2021年9月18日）は、デンマーク、ハメル出身の自転車競技（ロードレース）選手。J SPORTS cycle road raceではクリスアンケル・セレンセンの表記になっている。

## 経歴
2007年、チームCSC（現 ティンコフ＝サクソ）と契約を結んでプロ転向。
- ブエルタ・ア・エスパーニャ初出場、総合19位。
- ドイツ・ツアー 総合6位

2008年
- ジロ・デ・イタリア初出場、総合28位。
- 北京オリンピック・個人ロードレース12位。
- ドーフィネ・リベレ区間1勝(第6)。
- オーストリア一周 区間1勝(第2S)・総合4位

2009年
- ツール・ド・フランス初出場、総合34位。
- 世界選手権・個人ロード13位、
- ジャパンカップサイクルロードレース優勝。

2010年
- ジロ・デ・イタリア第8ステージでステージ優勝、総合27位。
- ツアー・オブ・スロベニア 総合3位

2011年
- リエージュ〜バストーニュ〜リエージュ 6位
- ツール・ド・ロマンディ 山岳賞
- ブエルタ・ア・エスパーニャ 総合12位

2012年
- カタルーニャ一周 山岳賞
- ツール・ド・フランス
  -  総合敢闘賞
  - 総合14位
  - 山岳賞部門 3位
- ジロ・デッレミリア 5位

2021年
- 9月18日、TV2 Sportのコメンテーターとして世界選手権自転車競技大会ロードレースの中継放送のために訪れていたベルギーで交通事故に遭い37歳で亡くなった[3]。

## 特徴
タイプはクライマー。山岳での2番手アシストとして中盤でペースアップを図り、クライム能力に優れたエースアンディ・シュレクを引き上げるというシーンが09ツール中何度も見られた。
優勝ゴールの際、ガッツポーズの前に行うゼスチュアは「釣りでリールを巻く動作」である。